# Ліхніс

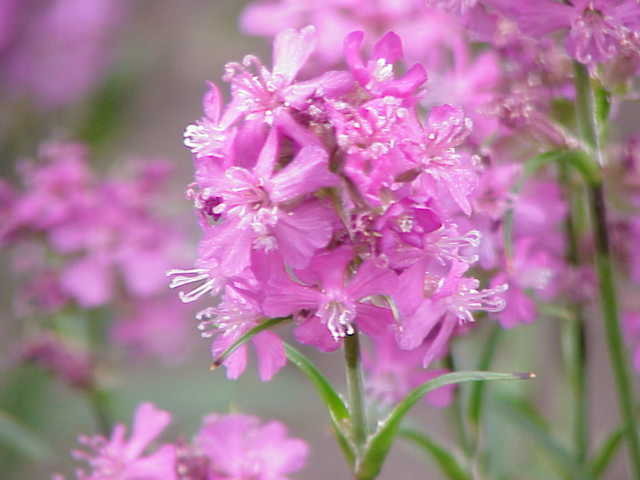
Lychnis viscaria

Ліхніс (лат. Lýchnis), зірки — рід рослин родини гвоздичні. У дикому вигляді представники роду ростуть у Європі, Азії та у Північній Африці.

## Ботанічний опис
Багаторічні рослини висотою 40-100 см.
Стебло пряме, округле, шорстке від волосків.
Листки ланцетно-яйцеподібні, з обох сторін шорсткі, гострі, біля основи трохи серцеподібні.
Квітки двостатеві, близько 2 см в діаметрі, зібрані на верхівці стебла в голівчате суцвіття більш-менш щільне, щитковидне. Пелюстки карміново-червоного або рожевого кольорів.
Плід — коробочка.

## Види
Рід налічує 15-25 видів, деякі з них:
- Lychnis alba
- Lychnis alpina
- Зірки садові (Lychnis chalcedonica) типовий
- Lychnis cognata
- Lychnis coeli-rosa
- Зірки оксамитні Lychnis coronaria
- Зірки бузьків вогонь (Lychnis flos-cuculi)
- Lychnis flos-jovis
- Lychnis fulgens
- Lychnis nivalis
- Lychnis senno
- Lychnis sibirica
- Lychnis sieboldii
- Зірки липкі (Lychnis viscaria)
- Lychnis wilfordii